# Іггінген
Іггінген (нім. Iggingen) — громада в Німеччині, знаходиться в землі Баден-Вюртемберг. Підпорядковується адміністративному округу Штутгарт. Входить до складу району Східний Альб.
Площа — 11,44 км2. Населення становить 2558 ос. (станом на 31 грудня 2020).